# Verfassungsreferendum in Liberia 2011
Ein Verfassungsreferendum wurde am 23. August 2011 in Liberia durchgeführt. Die Wähler hatten über vier Verfassungszusätze zu entscheiden. Sie bezogen sich auf: 
- die Amtszeit von Richtern
- die Planung von Wahlen
- die Voraussetzungen für die Kandidatur zum Präsidentenamt

und 
- auf das Wahlsystem.

Die Nationale Wahlkommission NEC (National Elections Commission) war für die korrekte Durchführung der Abstimmung zuständig.
Die NEC verkündete am 31. August, dass keiner der vier Verfassungszusätze durch die notwendige Zweidrittelmehrheit der Wähler bestätigt worden sei. Der Vorsitzende der Unity Party, Varney Sherman, und Senator Fredrick Cherue aus dem County River Gee machten daraufhin eine Eingabe beim Obersten Gerichtshof des Landes mit dem Ziel, die NEC-Erklärung, dass der Vorschlag Nummer 4 gescheitert sei, aufzuheben. Vorschlag Nummer 4 besagte, dass zukünftig für sämtliche Wahlen außer der Präsidentschaftswahl das Prinzip der einfachen Mehrheit gelten solle (im Gegensatz zum bisherigen Prinzip der absoluten Mehrheit). Sie argumentierten dabei, dass die Wahlkommission verfassungswidrig ungültige Stimmzettel bei seiner Berechnung der Ergebnisse mitgezählt habe. Das Oberste Gericht entschied am 20. September, dass der Wahlkommission tatsächlich ein Fehler bei der Berechnung des Ergebnisses unterlaufen und der Vorschlag Nummer 4 angenommen sei. 

## Hintergrund
Zuvor hatten am 17. August 2010 beide Häuser des Zwei-Kammer-Systems Liberias (Repräsentantenhaus und Senat) die vier Ergänzungen der Verfassung beschlossen. Laut Artikel 91 (a) der Verfassung Liberias mussten diese Ergänzungen jeweils von zwei Dritteln der registrierten Wähler innerhalb eines Jahres in einem Referendum bestätigt werden. Artikel 91 (b) besagt zudem, dass, auch wenn mehrere Verfassungszusätze in einem Referendum abgefragt werden, über jede einzelne Ergänzung dabei extra abgestimmt werden muss. 
Ursprünglich hatte der NEC-Vorsitzende James M. Fromayan verkündet, dass das Referendum nicht vor den am 11. Oktober 2011 geplanten Parlaments- und Präsidentschaftswahlen durchgeführt würde, da die geschätzten Kosten für die Durchführung beider Abstimmungen in enger zeitlicher Nähe dies verbieten würden. Er revidierte jedoch im September 2010 seine Position mit der Begründung, dass von den geschätzten 69 Millionen US-Dollar Kosten der Wahlen 2011 65 % aus einem Fonds genommen werden könnten, der für die Durchführung von Stichwahlen für Sitze des Repräsentantenhauses gedacht gewesen sei. Er führte dabei an, dass der Fonds nicht auf Stichwahlen festgelegt sei und dass einer der zur Abstimmung stehenden Verfassungszusätze bei Annahme auch (einige) zukünftige Stichwahlen überflüssig machen würde. Nachdem Regierung und ausländische Spender die Finanzierung zugesagt hatten, bestimmte die Wahlkommission den 23. August 2011 als Abstimmungstag.

## Vorgeschlagene Verfassungszusätze
- Wohnsitzvorgabe für Präsidentschafts- und Vizepräsidentschaftskandidaten: Artikel 52 (c) der Verfassung verlangt, dass sich als Präsidentschafts- und Vizepräsidentschaftskandidat nur aufstellen lassen kann, wer mindestens in den 10 Jahren vor der Wahl seinen Wohnsitz in Liberia gehabt hat. Der vorgeschlagene Zusatz hätte diese Residenzpflicht auf 5 Jahre verkürzt und spezifiziert, dass 5 durchgehende Jahre unmittelbar vor der Wahl gemeint sind.[3]

- Amtsperioden der Obersten Richter: Die Amtsperioden der Obersten Richter werden in Artikel 72 (b) der liberianischen Verfassung definiert. Danach müssen die Chief Justices und die mit ihnen verbundenen Richter des Obersten Gerichtshofes sowie Richter untergeordneter Gerichte im Alter von 72 Jahren ihr Amt niederlegen. Der vorgeschlagene Zusatz hätte dieses verpflichtende Ruhestandsalter auf 75 Jahre erhöht.[3]

- Termin der Wahlen: Wahltermine sind gegenwärtig in Artikel 83 (a) geregelt, der besagt, dass allgemeine Wahlen für das Amt des Präsidenten, des Vizepräsidenten, zum Senat oder für das Repräsentantenhaus liberiaweit am 2. Dienstag im Oktober des Wahljahres stattfinden sollen. Dieses Datum fällt jedoch ans Ende der Regenzeit, was logistische Probleme mit sich bringt.[4] Der vorgeschlagene Zusatz hätte das Datum für nationale Wahlen auf den zweiten Dienstag im November verschoben.[3] Außerdem sollen – aufgrund der Rückkehr zur Gültigkeit der Verfassung von 2005 – die Wahlen für Bürgermeister, Stadträte und verschiedene Stufen traditioneller Oberhäupter noch abgehalten werden. 2008 beschloss das Oberste Gericht Liberias, dass solange das Land nicht in der Lage ist, kommunale Wahlen durchzuführen, der Präsident in Absprache mit lokalen Führern Bürgermeister ernennen kann. Das Gericht verkündete aber auch, dass die Wahlkommission die Durchführung solcher Wahlen organisieren solle, sobald das Land dazu finanziell in der Lage sei.[5] Da die Verfassung für diese kommunalen Wahlen keinen Termin vorschreibt, hatte der vorgeschlagene Verfassungszusatz vorgesehen, diese Wahlen jeweils drei Jahre nach Präsidentschaftswahlen durchzuführen.[6]

- Wahlsystem: Artikel 83 (b) schreibt ein Zwei-Runden-System für Präsidentschafts- und Senats- bzw. Parlamentswahlen vor. Diese Wahlen sollten jeweils durch absolute Mehrheiten entschieden werden. Erreicht kein Kandidat die absolute Mehrheit, soll eine Stichwahl zwischen den beiden Bestplatzierten am 2. Dienstag nach dem Wahltag stattfinden. Um Kosten zu sparen, wurde dieser Artikel bei den Parlamentswahlen nicht angewendet, den Kandidaten reichte damals eine einfache Mehrheit. Der vorgeschlagene Verfassungszusatz hätte dieses Verfahren für Wahlen zum Parlament und Senat sowie Kommunalwahlen festgelegt, das Zwei-Runden-System wäre nur für Präsidentschaftswahlen geblieben.[3]

## Politische Positionen
Präsidentin Ellen Johnson Sirleaf hatte ihre Unterstützung für alle vier Verfassungszusätze verkündet, aber den Zusatz bezüglich der einfachen Mehrheit aufgrund seiner finanziellen Auswirkungen bei Parlaments- und Senatswahlen als einzigen entscheidenden Vorschlag bezeichnet. Die oppositionelle Liberty Party verkündete ebenso ihre Unterstützung für die Ergänzungen, forderte aber weitergehende Reformen. Die Chefin der National Patriotic Party, Jewel Taylor, sprach sich gegen alle vier Ergänzungen aus, da  ihrer Meinung nach die Wohnpflichtklausel bei Kandidaten kürzlich zurückgekehrte Liberianer diskriminiere und die Ausdehnung der möglichen Amtszeit von Richtern die Einstellung qualifizierten Nachwuchses verhindere. Präsidentschaftskandidat Winston Tubman vom Congress for Democratic Change rief zum Boykott des Referendums auf, da er dessen Verfassungsmäßigkeit ebenso bezweifelte wie die Unabhängigkeit des Vorsitzenden der Wahlkommission und die Machbarkeit des Referendums so nahe am Termin der übrigen Wahlen 2011. Später nahm Tubman seinen Boykottaufruf zurück, wandte sich aber dennoch gegen alle vier vorgeschlagenen Verfassungszusätze.

## Durchführung
Präsidentin Sirleaf erklärte den Referendumstag zum nationalen Feiertag. Das Referendum wurde von 1949 registrierten einheimischen und internationalen Beobachtern überwacht, darunter Beobachtern des National Democratic Institute, der International Foundation for Electoral Systems, der Afrikanischen Union und von ECOWAS. Es gab 4457 Wahlstationen im Land. Das Referendum verlief – mit einer isolierten Ausnahme in Barclayville – friedlich. Allerdings war es auch gekennzeichnet durch geringe Wahlbeteiligung und Unklarheiten über den Grund für das Referendum.
Etliche Wähler bemängelten in lokalen Radiosendungen fehlerhafte Aufdrucke auf Stimmzetteln, bei denen etwa von einer Anhebung des Höchstalters der Richter „von 75 auf 75 Jahre“ die Rede war. Die Wahlkommission entschuldigte sich für diese Fehler auf den in Dänemark gedruckten Zetteln und wies darauf hin, dass die fehlerhaften Aufdrucke in den entsprechenden Wahlstationen erläutert wurden. Nach Einschätzung der Wahlkommission hatten diese Fehler keine Auswirkungen auf das Ergebnis des Referendums.

## Ergebnisse
Die Wahlkommission verkündete die Ergebnisse mit einer Woche Verspätung am 31. August 2011. Sie erklärte, dass keiner der vier vorgeschlagenen Verfassungszusätze die notwendige Mehrheit erreicht habe.
| Zusatz                    | Beschreibung                                                                      | Ja      | Ja      | Nein    | Nein    | Ungültig | Ungültig |
| Zusatz                    | Beschreibung                                                                      | Stimmen | %       | Stimmen | %       | Stimmen  | %        |
| ------------------------- | --------------------------------------------------------------------------------- | ------- | ------- | ------- | ------- | -------- | -------- |
| Zusatz zum Artikel 52 (c) | Reduzierung der Residenzpflicht des Präsidentschaftskandidaten von 10 auf 5 Jahre | 292.318 | 47,48   | 246.473 | 40,03   | 76.912   | 12,49    |
| Zusatz zum Artikel 72 (b) | Anhebung des Höchstalters für Richter von 70 auf 75 Jahre                         | 221.163 | 35,92   | 322.223 | 52,33   | 72.317   | 11,75    |
| Zusatz zum Artikel 83 (a) | Verschiebung des regelmäßigen Wahltermins auf November                            | 307.647 | 49,97   | 234.517 | 38,09   | 73.539   | 11,94    |
| Zusatz zum Artikel 83 (b) | Einführung der einfachen Mehrheit bei Parlaments-, Senats- und Kommunalwahlen     | 364.901 | 59,27   | 174.469 | 28,34   | 76.333   | 12,40    |
| Abgegebene Stimmen gesamt | Abgegebene Stimmen gesamt                                                         | 615.703 | 615.703 | 615.703 | 615.703 | 615.703  | 615.703  |
| Wahlbeteiligung           | Wahlbeteiligung                                                                   | 34,22 % | 34,22 % | 34,22 % | 34,22 % | 34,22 %  | 34,22 %  |

### Revision der Entscheidung der Wahlkommission durch den Obersten Gerichtshof
Nach dem Referendum richteten Varney Sherman, Vorsitzender der Unity Party, und Senator Fredrick Cherue aus dem River Gee County eine Petition gegen die Entscheidung der Wahlkommission betreffend den vierten Vorschlag (Wahlsystem) an den Obersten Gerichtshof. Sie argumentierten, dass die Kommission vorschriftswidrig ungültige Stimmen als Nein-Stimmen gezählt habe. Ohne diese Zählung der ungültigen Stimmen hätte der 4. Vorschlag mit 67,65 % der gültigen Stimmen die nötige Zwei-Drittel-Mehrheit erreicht. Am 20. September stimmte der Oberste Gerichtshof dieser Klage zu und erklärte den 4. Vorschlag für ratifiziert.